# Hochfrequenz-Chirurgie

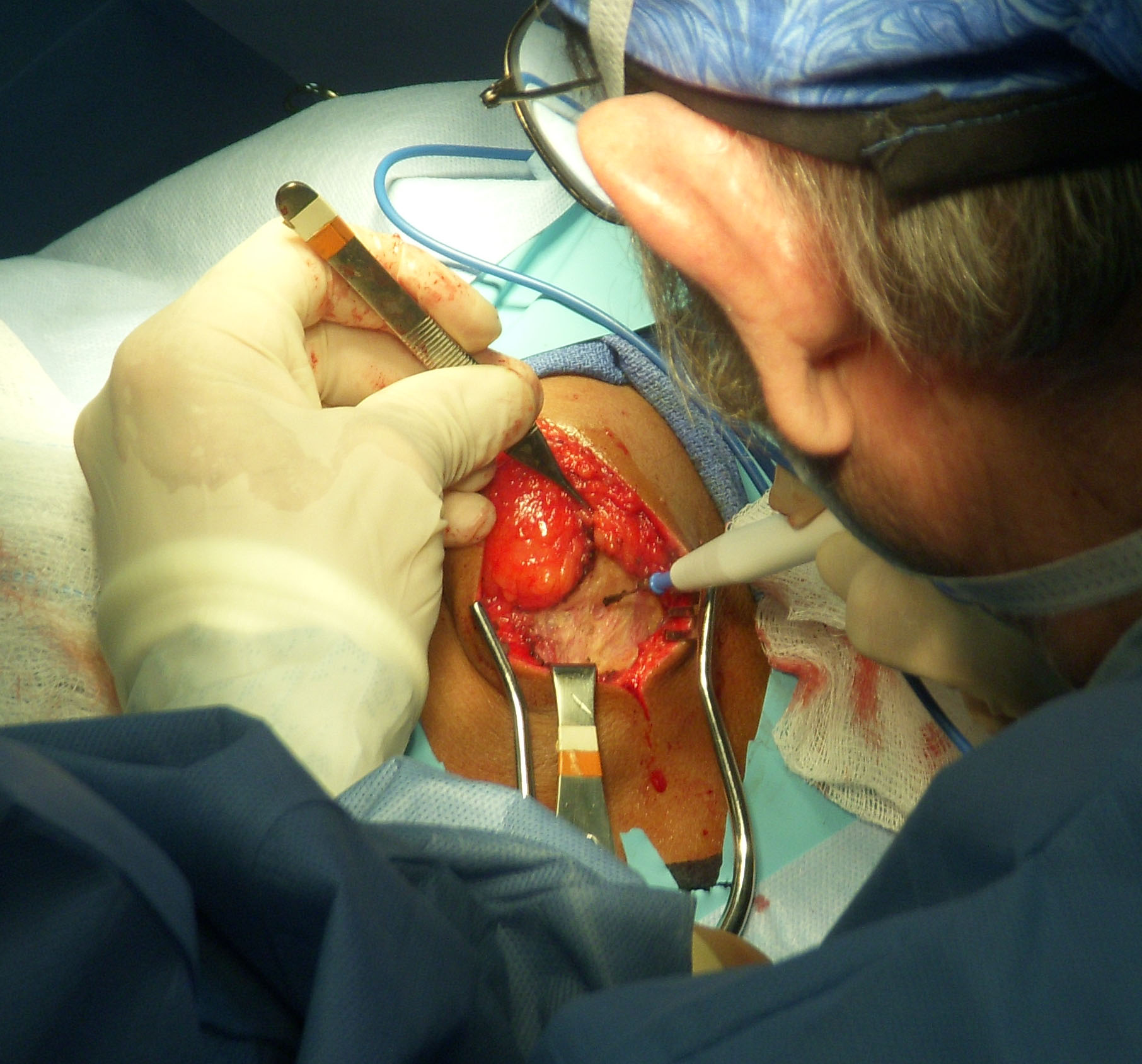
Einsatz eines Elektrokauters bei einer Lipomentfernung

Bei der Hochfrequenz-Chirurgie (im Weiteren als HF-Chirurgie bezeichnet) oder Elektrochirurgie wird hochfrequenter Wechselstrom durch den menschlichen Körper geleitet, um Gewebe durch die damit verursachte Erwärmung gezielt zu schädigen bzw. zu schneiden. Die Diathermie oder Elektrokaustik (von griechisch kaustos für ‚verbrannt‘) ist hierbei eine operative Methode zur Durchtrennung von Gewebestrukturen oder zur vollständigen Entfernung von Körpergewebe (Kauterisation) mit dem Elektrokauter. Ein wesentlicher Vorteil gegenüber herkömmlicher Schneidetechnik mit dem Skalpell ist, dass gleichzeitig mit dem Schnitt eine Blutungsstillung durch Verschluss der betroffenen Gefäße erfolgen kann. Die benutzten Geräte werden auch als Elektrochirurgiegerät und Elektroskalpell bezeichnet.

## Anwendung
Im Gegensatz zur mechanischen Durchtrennung von Gewebe (z. B. mit einem Skalpell) verwendet der Elektrokauter einen kurzen, intensiven elektrischen Strom, der je nach Anwendungsdauer das Gewebe durchtrennt oder verdampft.
Im Jahr 1928 hatte Franz Keysser (1885–1942) die elektrochirurgische Behandlung bösartiger Tumoren eingeführt. Die elektrokaustische Technik bei Operationen ist heute weit verbreitet und wird bei praktisch allen Routineoperationen eingesetzt, insbesondere als praktikable, rasche und im Wesentlichen ungefährliche Möglichkeit der Verödung kleiner und mittlerer Blutgefäße zum Zwecke der intraoperativen Blutstillung. Sie ist speziell wichtig in der Dermatologie, aber auch in Bereichen, wo der Zugang schwierig ist und empfindliches benachbartes Gewebe verletzt werden könnte. Daher ist die Elektrokaustik eine bevorzugte Methode der Gehirnchirurgie, insbesondere bei stereotaktischen Hirnoperationen wie z. B. der Zingulotomie.
Beim Resezieren bösartiger Tumoren sollte die Verwendung des Elektromessers nahe am Tumor unterbleiben, da der Pathologe die verbrannten Schnittflächen nicht beurteilen kann und keine Aussage, ob der Tumor vollständig (in sano) entfernt wurde, treffen kann. Es spricht jedoch nichts dagegen, die Resektionsflächen mit dem Kauter abzufahren, um Tumoraussaat zu zerstören (selbstverständlich nicht präparateseitig).

## Physikalisches Prinzip
Die HF-Elektrochirurgie baut auf dem Jouleschen Gesetz auf.
Wenn elektrischer Strom durch den menschlichen Körper fließt, treten drei verschiedene Effekte auf:
- Nervstimulation
- Elektrolyse
- joulesche Stromwärme

In der Hochfrequenz-Chirurgie macht man sich die Erwärmung zunutze. Bei hochfrequenten Wechselstrom treten Elektrolyse und Nervstimulation nur in sehr geringem Maße auf.
Die pro Gewebevolumen {\displaystyle \Delta V} entstehende Wärmeleistung {\displaystyle \Delta Q}/{\displaystyle \Delta t} ist nach dem Joule’schen Gesetz direkt proportional zum spezifischen Widerstand {\displaystyle \rho } und dem Quadrat der Flächenstromdichte {\displaystyle J}.
{\displaystyle \Delta Q=\rho \cdot J^{2}\cdot \Delta V\cdot \Delta t}
Werte von 1 A/cm² bis 6 A/cm² bei der Flächenstromdichte J  sind üblich. Die Bedingungen, von denen die Art bzw. das Aussehen und die Wirkung des Schnitts abhängen, sind:
- Stromdichte
- Einwirkdauer bzw. (Schnitt-)Geschwindigkeit der bewegten Elektrode
- Elektrodenform
- Stromform
- Gewebezustand

## Anwendungstechniken

### Monopolare Anwendungstechnik

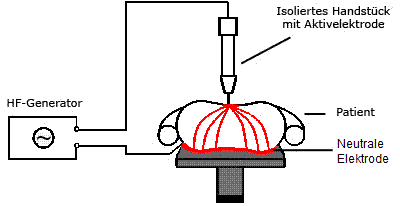
Monopolare Anwendungstechnik

Am häufigsten wird die monopolare Technik angewendet. Dabei wird ein Pol der HF-Spannungsquelle über eine möglichst großflächige Gegenelektrode mit dem Patienten verbunden. Diese Elektrode nennt man oft Neutralelektrode. Der andere Pol wird an das chirurgische Instrument angeschlossen und dieses bildet die sogenannte Aktive Elektrode. Der Strom fließt über den Weg des geringsten Widerstandes von der Aktivelektrode zur Neutralelektrode. In unmittelbarer Nähe der Aktivelektrode ist die Stromdichte am höchsten, hier findet der thermische Effekt am stärksten statt. Die Stromdichte nimmt mit dem Quadrat des Abstands ab.
Die Neutrale Elektrode sollte möglichst großflächig sein, sodass die Stromdichte im Körper gering gehalten wird und keine Verbrennungen stattfinden. Die Haut an der Neutralelektrode wird durch die große Fläche nicht spürbar erwärmt. Bei der Anbringung der Neutralelektrode gelten strenge Sicherheitsmaßnahmen. Um keine Verbrennungen zu verursachen, sind richtige Position und guter Kontakt der neutralen Elektrode (abhängig vom Operationsgebiet) ausschlaggebend.
Bei der monoterminalen Anwendungstechnik, einer Sonderform der monopolaren Technik, wird die neutrale Elektrode weggelassen. Der Generator ist einseitig mit Erde verbunden und der kapazitive Widerstand (Impedanz) von einigen hundert Ohm des menschlichen Körpers gegen Erde schließt den Stromkreis. Nachteil ist, dass die Spannung über diesem kapazitiven Widerstand nur bei kleinen Leistungen genügend klein bleibt und sich dieser Widerstand und damit auch der Arbeitsstrom überdies ändern kann, wenn jemand oder z. B. ein Metallteil den Körper berührt. Deshalb wird diese Methode nur bei Eingriffen mit kleinen Strömen verwendet (z. B. Zahnheilkunde und Dermatologie).

### Bipolare Anwendungstechnik

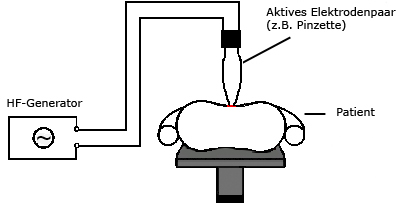
Bipolare Anwendungstechnik

Bei der bipolaren Technik fließt der Strom im Gegensatz zur monopolaren Technik nur durch einen kleinen Teil des Körpers – denjenigen, in dem die chirurgische Wirkung (Schnitt oder Koagulation) gewünscht ist. Zwei gegeneinander isolierte Elektroden, zwischen denen die HF-Spannung anliegt, werden direkt an die Operationsstelle geführt. Der Stromkreis wird über das dazwischen liegende Gewebe geschlossen. In dem Gewebe zwischen den Elektroden (im Bild sind es Pinzettenspitzen) findet der thermische Effekt statt.
Gegenüber der monopolaren Technik wird 20–30 % weniger Leistung benötigt. Das umgebende Gewebe wird, weil hier kein Strom fließt, nicht geschädigt und Messgeräte am Patienten (z. B. EKG) nicht gestört. Diese Methode ist für kritische und präzise Anwendungen, wie beispielsweise Mikro-, Neuro- und HNO-Chirurgie gut geeignet.

## Frequenzbereich
Der verwendete Frequenzbereich liegt im Allgemeinen zwischen 300 kHz und 4 MHz. Unterhalb von 300 kHz, verstärkt unter 100 kHz, treten durch Reizungen von Nerven störende Muskelzuckungen, die sogenannte Faradisation oder auch Faradaysation, auf.
Die obere Grenze des Frequenzbereichs ist durch die kapazitiven Ableitströme der Elektroden und Kabel bestimmt. Mit steigender Frequenz wird auch verstärkt und unerwünscht Energie abgestrahlt und die Beherrschung der Wirkung wird problematischer. Die Gefahr, den Patienten durch Verbrennungen an anderer Stelle zu verletzen, würde steigen. Deshalb ist in der Praxis die Obergrenze 4 MHz. Es gibt jedoch einzelne Geräte, die weit höhere Frequenzen nutzen.
Faradaysche Reizungen können aber auch in den Betriebsfrequenzen wegen niederfrequenter Störimpulse auftreten. Sie entstehen durch die gleichrichtende Wirkung des Funkenübergangs von der Elektrode zum Patienten aufgrund unterschiedlicher Austrittsarbeit und inhomogenen Feldverlaufes. Um diese niederfrequenten Frequenzanteile zu unterdrücken, wird ein Kondensator mit weniger als 2,5 nF in Reihe zu den Elektrodenanschlüssen eingebaut. Dennoch können Muskelzuckungen an bestimmten Stellen (z. B. in der Harnblase) nicht vollständig vermieden werden. Dieser Effekt ist nicht eindeutig geklärt und beruht wahrscheinlich auf thermischen Reizwirkungen.

## Körpergewebe als elektrischer Leiter
Bei den für die HF-Chirurgie verwendeten Frequenzen verhält sich das Körpergewebe wie ein Ohmscher Widerstand. Der spezifische Widerstand hängt stark von der Gewebeart ab. Nach der obigen Formel verhält sich die Leistungszufuhr in das Gewebe bei konstantem Strom proportional zu dessen spezifischem Widerstand. Leistungsverluste entstehen durch Wärmeableitung, Durchblutung und spezifische Verdampfungsenthalpie (veraltet auch Verdampfungswärme genannt).
Der spezifische Widerstand von Muskelgewebe und stark durchblutetem Gewebe ist relativ gering. Der von Fett ist ca. um den Faktor 15 höher und der von Knochen um den Faktor 1000. Form und Höhe des Stroms müssen somit auf die Gewebeart, an der operiert wird, abgestimmt sein. Prinzipiell verwendet man die für das Gewebe niedrigstmögliche Frequenz.
Zur Veranschaulichung können folgende Richtwerte dienen:
| Gewebeart (Frequenz = 1 MHz) | Spezifischer Widerstand {\displaystyle \rho } [{\displaystyle \mathrm {k\Omega \cdot cm} }] |
| ---------------------------- | ------------------------------------------------------------------------------------------- |
| Blut                         | 0,16                                                                                        |
| Muskel, Niere, Herz          | 0,20                                                                                        |
| Leber, Milz                  | 0,30                                                                                        |
| Gehirn                       | 0,70                                                                                        |
| Lunge                        | 1,00                                                                                        |
| Fett                         | 3,30                                                                                        |

Der wirksame Widerstand hängt zusätzlich von der Elektrodenart und -form sowie dem Zerstörungsgrad des Gewebes ab. Er erhöht sich nach Brandschorfbildung etwa auf den zehnfachen Wert.

## Gerätetechnik

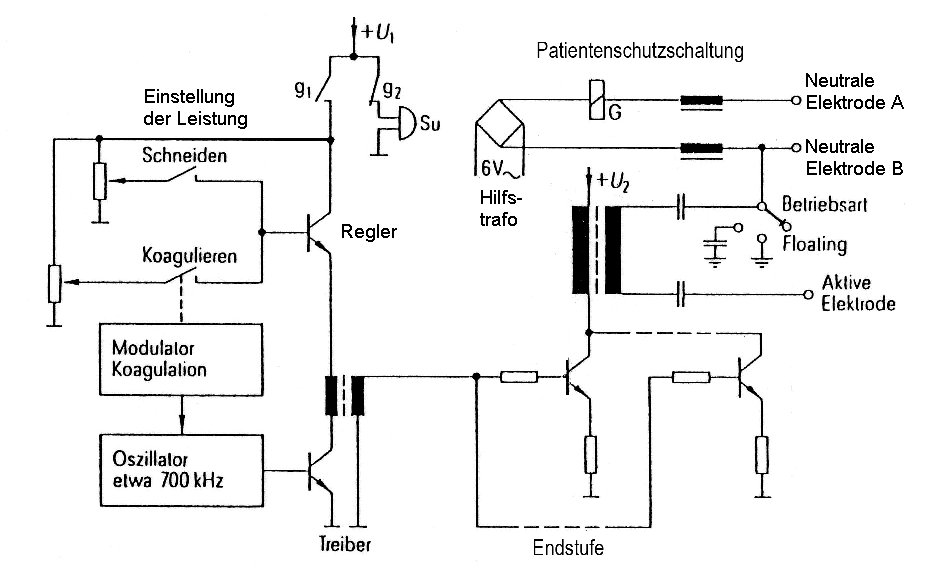
Prinzipschaltbild eines Generators für HF-Chirurgie

Für die HF-Elektrochirurgie werden meist Generatoren mit einer maximalen Leistung von 400 W verwendet. Die Ausgangsspannung kann im Leerlauf eine Hochspannung bis zu 4 kV betragen. In der Zahn- oder Augenheilkunde sind schwächere Geräte mit Leistungen von max. 50 W mit geringeren Spannungen üblich.
In der Abbildung sieht man das Schaltungsprinzip eines Generators für HF-Chirurgie. Der Oszillator erzeugt in diesem Fall die Betriebsfrequenz von ca. 700 kHz und steuert über eine Treiberstufe die Endstufe. Der Oszillator wird bei oberflächlicher Koagulation mit etwa 20 kHz im Verhältnis 1:5 moduliert. Mit zwei getrennten Potentiometern wird die Betriebsspannung der Treiberstufe und die Leistung für Schneiden bzw. Koagulieren eingestellt. In der Endstufe sind mehrere Leistungstransistoren parallel geschaltet, die im Schaltbetrieb arbeiten, um die Einzelbelastung zu verringern und damit die Betriebssicherheit zu erhöhen.
Der Sekundärkreis des Endstufentransformators führt über hochspannungsfeste Filterkondensatoren, zur Unterdrückung der störenden niederfrequenten Anteile, zu den Anschlüssen der aktiven und der Gegenelektrode. Der Anschluss der Gegenelektrode kann direkt oder über eine Kapazität geerdet werden oder die Gegenelektrode wird symmetrisch zur aktiven Elektrode betrieben. Die Patientenschutzschaltung bewirkt, dass der Generator nur betrieben werden kann, wenn die neutrale Elektrode A und die Gegenelektrode B gut leitfähig mit dem Patienten verbunden sind. Dann fließt ein schwacher Strom (etwa 100 µA) zwischen A und B und das Relais G ist betätigt. Bei mangelhaftem Kontakt auch nur einer Elektrode wird der Mindeststrom unterschritten und das Relais unterbricht die Energieerzeugung, indem die Treiberstufe abgeschaltet wird. Oft erzeugt dann ein Summer akustischen Alarm. Damit wird sichergestellt, dass der Hochfrequenzstrom immer über die Gegenelektrode zum HF-Generator fließt und nicht an anderen Körperstellen ungewollt Verbrennungen hervorruft.
Wenn die Gegenelektrode zwar am Gerät angeschlossen, aber nicht am Patienten angelegt ist, darf der Generator nicht in Betrieb genommen werden; denn auch bei symmetrischem Betrieb („floating“) ist dann eine Verbrennung nicht völlig auszuschließen. Bei kapazitiver oder direkter Erdung des Gegenelektroden-Anschlusses fließt der Strom bei nicht kontaktierender Gegenelektrode über die Erdkapazität des Patienten oder über kapazitiv geerdete Messwertabnehmer zur Erde. Er kann den Betriebsstrom erreichen und zu schweren Verbrennungen führen. Auch wenn die Gegenelektrode ordnungsgemäß angelegt ist, treten bei symmetrischer Betriebsart („floating“) an dieser Elektrode Spannungen auf, die zu Strömen von dieser gegen Erde führen wenn sie sich nicht mit den Strömen der aktiven Elektrode kompensieren können (Ursache ist die innere Kapazität des Gerätes, z. B. der Transformatorwicklung, zur Erde). Das ist immer dann der Fall, wenn der Kontakt der Gegenelektrode besser ist als derjenige der aktiven Elektrode. Um diese Ströme zu verringern, besteht die Möglichkeit, durch kapazitive oder direkte Erdung des Gegenelektroden-Anschlusses den HF-Generator unsymmetrisch zu betreiben.
Werden bipolare Instrumente eingesetzt, zum Beispiel Zangen mit zwei Elektroden, ist die symmetrische Betriebsart zu wählen, um Körperströme zu vermeiden.

### Überwachung der Kontaktierung
Damit keine ungewollten Verbrennungen oder Elektroschocks passieren, muss bei Verwendung monopolarer Werkzeuge der Rückfluss der Hochfrequenzströme über die Gegenelektrode sichergestellt sein. Die Gegenelektrode muss daher guten Kontakt mit dem Patienten und dem Gerät haben. Andernfalls könnte der Strom über andere Wege abfließen. Deshalb verfügen leistungsstarke Elektrochirurgiegeräte über eine Sicherheitsschaltung nach dem Prinzip eines Fehlerstromschutzschalters, die die Summe der Ströme zur aktiven Elektrode und zur Gegenelektrode prüft. Heben sich die Ströme ungenügend auf, wird das Gerät abgeschaltet.
Eine weitere Methode ist, eine Prüfspannung über den HF-Stromkreis zu führen, mit dem der Gewebekontakt kontrolliert werden kann. Andernfalls wird das Einschalten des Stroms verhindert bzw. wird der HF-Generator zwangsweise ausgeschaltet.

## Anwendungsarten

### Koagulation
Diese schnelle und effiziente Blutstillung kommt bei fehlender spontaner Gerinnung in Anwendung und ersetzt dann bei kleinen Gefäßen in den meisten Fällen den teuren Fibrinkleber oder die aufwendige Ligatur.
Der Begriff Koagulation umfasst zwei verschiedene Techniken des Operierens: Die Tiefenkoagulation und die (elektrische) Blutstillung.
Bei der Tiefenkoagulation wird das Gewebe großflächig auf 50–80 °C erhitzt. Das geschieht mit Kugel-, Platten- oder Walzenelektroden und dient zum späteren Abtragen des Gewebes. Man verwendet eine große Stromdichte und Strom ohne Impulsmodulation. Durch die Größe der Stromstärke kann man die Tiefe der Koagulation beeinflussen.
Bei zu großer Leistung bildet sich ein Brandschorf (Karbonisation), der die weitere Ausbreitung der Wärme in die Tiefe hemmt. Entfernt man später die Elektrode, entfernt man das verbrannte Gewebe ebenfalls, da es an der Elektrode klebt. Wählt man hingegen eine zu kleine Leistung und eine hohe Einwirkungsdauer, wird das Gewebe um die Elektrode und etwas tiefer als der Durchmesser der Elektrode verkocht.
Bei der Blutstillung verwendet man Pinzetten als Elektroden. Die Blutgefäße werden mit den Spitzen des Werkzeugs gefasst und durch die Dehydration verengt, bis sie komplett verschlossen sind. Es wird im bipolaren Betrieb gearbeitet, selten werden auch monopolare Pinzetten verwendet. Zur Blutstillung von Sickerblutungen werden großflächige Elektroden mit impulsmoduliertem Strom betrieben.
Spezialformen der Koagulation sind: Fulguration und Desikkation. Bei der Fulguration wird eine oberflächliche Koagulation durchgeführt. Die Intra- und Extrazellulärflüssigkeit verdampft durch den Funkenüberschlag von der Spitze der Elektrode (meistens Nadelelektrode), die im Abstand von einigen Millimetern über das Gewebe geführt wird. Bei der Fulguration kann es zu Funkenbüscheln kommen. Desikkation ist die Koagulation über eine eingestochene Nadelelektrode.
Des Weiteren lässt sich die Koagulation wie folgt unterteilen:

#### Soft Koagulation
Es wird mit Niederspannung unter 190 V gearbeitet. Hierbei kommt es zu keinen Lichtbögen und zu keiner ungewollten Schneidung, außerdem wird eine Karbonisation verhindert.

#### Forcierte Koagulation
Bei der forcierten Koagulation, auch Forced Koagulation wird mit Spitzenspannungen bis zu 2,65 kV gearbeitet. Hier werden kleinere Lichtbögen erzeugt, um eine höhere Koagulationstiefe zu erreichen. Eine Karbonisation lässt sich dabei leider nicht vermeiden. Hierfür werden in der Regel kleinflächige Kugelelektroden eingesetzt.

#### Spray Koagulation
Bei der Spray Koagulation bei Betriebsspannungen bis zu 4 kV kommt es zu langen und stärkeren Lichtbögen, die das Gewebe exogen und endogen stark erwärmen. Bei der Koagulation kann es dadurch zu folgenden Komplikationen kommen:
- Klebeeffekt bei Soft und Forcierter Koagulation
- Bei trockenem Gewebe kommt kein Stromfluss zustande und es kann nicht koaguliert werden

### Elektrotomie
Als Elektrotomie wird das Schneiden des Gewebes (statt Schneiden mit Skalpell) in der HF-Chirurgie bezeichnet. Beim Schneiden wird das HF-Chirurgiegerät mit Nadel oder schmalem Blatt im monopolaren Modus betrieben. Neuerdings kommen zum Schneiden auch bipolare Scheren sehr erfolgreich zur Anwendung.
 Wie oben erwähnt, handelt es sich dabei um eine Zellsprengung direkt an der aktiven Elektrode. Die Stromdichte nimmt hin zur Aktiven Elektrode quadratisch zu. Die Wärmeleistung pro Volumenelement steigt daher mit der vierten Potenz zum Reziprok des Abstandes. Das erklärt, weswegen man mit einer monopolaren Elektrode einen örtlich stark begrenzten Effekt erzielen kann.
An beiden Seiten des Schnitts ist das Gewebe oberflächlich koaguliert. Die Tiefe des Koagulationssaums ist vom Gewebe und von der Schnittgeschwindigkeit abhängig. Man unterscheidet den glatten und den verschorften Schnitt. Beim glatten Schnitt wird unmodulierter oder mit 100 Hz modulierter Strom verwendet. Beim verschorften Schnitt wird impulsmodulierter Strom mit deutlich höherer Modulationsfrequenz verwendet. Hohe Momentanwerte bedeuten eine relativ zum Mittelwert hohe Leistung. Das hat eine stärkere oberflächliche Koagulation und einen Verschluss der Wundränder zur Folge. Der Vorteil ist blutungsarmes Schneiden.

## Sicherheitsmaßnahmen
Allgemeine Sicherheitsmaßnahmen bei monopolarer Elektrochirurgie:
Um Verbrennungen an anderen als den gewünschten Stellen oder Elektroschocks zu vermeiden, sind folgende Sicherheitsmaßnahmen zu treffen:
- Der Patient muss auf dem Operationstisch isoliert gelagert werden (trockene Tücher, Kunststoffunterlagen usw.). Er muss auch isoliert von allen Metallteilen und leitfähigen (antistatischen) Schläuchen gelagert werden.
- In Hautfalten, Brustfalten und zwischen Extremitäten sind trockene Zellstoffzwischenlagen erforderlich.
- Die Gegenelektrode ist möglichst in der Nähe des Operationsfeldes anzulegen. Limitierend ist nur der sterile OP-Bereich. Sie muss den Strom möglichst niederohmig (das heißt durch guten Kontakt) aufnehmen und zum Generator zurückleiten.
- Auf großflächige und festhaftende Anlage der Gegenelektrode ist zu achten.
- Flüssigkeiten dürfen nicht unter die Neutralelektrode gelangen, da sie zu einer hohen punktuellen Stromdichte führen.
- Es sollte immer mit sogenannten zweigeteilten Neutralelektroden gearbeitet werden. Diese überwachen die korrekte Lage der Neutralelektrode. Dabei wird ein zusätzlicher Mess-Strom zwischen Elektrodenpaaren erzeugt und überwacht. Wird dieser Strom zu gering, hat eine der Elektroden keinen guten Kontakt und das Gerät schaltet ab.
- Die Elektrodenkabel sind so kurz wie möglich, die Dosierung der HF-Leistung ist so niedrig wie möglich zu wählen.
- Für präoperative Überwachung dürfen nur EKG-Kabel[3] mit hochohmigen Eingängen oder HF-Drosseln verwendet werden.
- Bei Verwendung von explosiven Narkosegasen ist der Einsatz von Schutzgas erforderlich (ähnlich dem Schutzgasschweißen im Metallbau).
- Vor dem Eingriff ist darauf zu achten, dass der Strom von der Aktivelektrode zur Neutralelektrode nicht, oder möglichst wenig, durch die Herzgegend geleitet wird.
- Zur Sicherheitstechnischen Begutachtung wird die DIN EN 60601-1, sowie die HF-Chirurgie-Norm DIN EN 60601-2-2 herangezogen